# Капетан Џон Харт
Капетан Џон Харт (енгл. Captain John Hart) измишљени је лик у британској научнофантастичној телевизијској серији Торчвуд, спинофу дугогодишње серије Доктор Ху, који је тумачио Џејмс Марстерс. Први пут се појавио у епизоди „Кис кис, бенг бенг” — премијерној епизоди другог серијала Торчвуда. Иако се лик није појавио у серији након завршнице другог серијала, појавио у стрипу Часописа Торчвуд, а Марстерс је изразио занимање да понови улогу у више наврата.
У свом првом појављивању, Џон Харт је одметнути Временски агент и бивши партнер главног мушког лика серије Џека Харкнеса (Џон Бароуман) и професионално и сексуално. Док је првобитна функција Агенције за време — за коју се наводи да је престала са радом у време када се Харт појавио — остала неодређена, Џонова позадина је дата укратко: осим што је био у вези са Џеком, био је на одвикавању од зависности од алкохола, дроге, секса и убистава. Џон напушта Земљу осрамоћен пошто је Харкнесов тим Торчвуда осујетио његову првобитну заверу, мада се враћа у последњој епизоди серијала, „Излазне ране”, где му је на крају дата прилика да се искупи.
Улога Џона Харта у Торчвуду написана је с намером да Марстерс буде изабран за ту улогу, након што је ступио у контакт са продуцентима серије и изразио интересовање да се појави у матичној серији Доктор Ху. Лик је коришћен да осветли неке од Џекових карактеристика као својеврсни двоструки лик који пружа и израженију верзију, као и паралелу са аспектима Џекове личности. И Марстерс и општи медији су такође упоређивали аспекте Хартовог лика са Марстерсовом улогом Спајка у серијама Бафи, убица вампира и Ејнџел. Док су неки рецензенти критиковали лик у контексту његовог утицаја на тон серије, већи број је поздравио лика и енергију коју је Марстерс донео овој улози.

## Појављивања

### Телевизија
Капетан Џон Харт се појављује кроз просторно-временски процеп у Кардифу користећи вортекс манипулатор и тражи од Џека Харкнеса помоћ у проналажењу три радиоактивне касетне бомбе, које су наводно расуте по Кардифу. Џек Харкнес каже свом тиму да се Џону не може веровати, али пристаје да му помогне. Како је Џек и претпоставио, капетан Џон је лагао и хвата контејнере, покушавајући да убије Гвен Купер (Ив Мајлс) користећи паралишући сјај за усне, пуцајући у Овена Харпера (Берн Горман), ударајући Тошико Сато (Наоко Мори) и гурајући Џека са врха зграде, мислећи да је мртав. Међутим, контејнери који би требало да садрже локацију вредног дијаманта који је сакрио један љубавник којег је убио, у ствари садрже динамит који хвата ДНК отисак њеног убице. Као осигурање да га Торчвуд неће оставити да умре, Џон се везује лисицама за Гвен и гута кључ. Пошто су површно променили његов ДНК користећи ДНК особља Торчвуда, Џек и Овен успевају да спасу Џонов живот пре него што су га протерали. Одбачен од свог бившег љубавника, Џон одлази помоћу свог вортекс манипулатора.
У епизоди „Фрагменти”, капетан Џон се вратио у холограмском облику, наводећи да ће уништити Џеков живот, откривајући холограмску слику његовог изгубљеног брата Греја. Настављајући причу у епизоди „Излазне ране”, откривено је да је капетан Џон спасао Џековог брата Греја од групе мучитељских отмичара, али прекасно сазнаје да је Греј избезумљен због мучења током година. Молекуларно везујући бомбу за Џонов зглоб како би га натерао да послуша његова наређења, Греј је натерао Џона да активира више бомби широм Кардифа пре него што је Џека вратио кроз време у 27. годину нове ере, где је Џек жив закопан на месту које ће у будућности постати Кардиф. Међутим, Џон издаје Греја остављајући Џеку уређај за праћење у облику прстена, дозвољавајући на тај начин да Институт Торчвуд пронађе Џека и замрзне га у мртвачници, из које бежи у правом тренутку да заустави свог брата. Пошто је замрзнуо Греја у криопрезервацији, не желећи да буде сведок више смрти тог дана, Џек нуди да помогне у одређивању још једног догађаја Процепа како би дозволио Џону да оде, али Џон уместо тога изјављује своју жељу да путује Земљом, коментаришући да би желео да сазна шта Џек налази тако очаравајућим на овој планети.
Слика Џона Харта се накратко може видети у епизоди Доктора Хуа из 2014. „Временска пљачка”, као део монтаже најозлоглашенијих криминалаца у галаксији.

### Књижевност
Лик има истакнуту улогу у стрипу Часописа Торчвуд, Окружени, који се одвија између трећег телевизијског серијала Торчвуда са подназивом Деца Земље и четвртог Дан чуда, који је написао Гарет Дејвид-Лојд (који је тумачио Јанта Џоунса у прва три серијала Торчвуда). У њима је приказано да је Џон Харт посматрао Јантову сахрану из даљине пре него што се касније настанио у Мексику, зарађујући за живот куповином и продајом ванземаљских артефаката избачених из процепа сличном оном у Кардифу. Верзију Јанта из прошлости тада контактира злонамерна заводница која путује кроз време и која жели да искористи сазнање о његовој смрти да промени време у своју корист. Пошто је Џек напустио Земљу, а Гвен добила дете, од Џона је тражено да се удружи са Гвениним мужем Рисом Вилијамсом како би обновио првобитни временски ток.
Капетан Харт се такође кратко помиње у аудио-књизи У сенкама, где је део Џековог „пакла”. Речено је да је преузео Торчвуд Три и започео везу са Јантом Џоунсом.

### Аудио-драме
Марстерс је поновио своју улогу Џона Харта у аудио-драми „Смрт капетана Џека” из Торчвуд серијала издавачке куће Big Finish, поред Џона Бароумана у улози капетана Џека у марту 2018. и аудио-књизи „Торчвуд: Греси капетана Џона” у јануару 2020. године.

## Развој

### Кастинг и концепт
Главни сценариста Крис Чибнал првобитно је осмислио идеју о лику „одметнутог временског агента” током продукције првог серијала Торчвуда, али ова замисао никада није дошла на ТВ екране. Након што су одгледали епизоде оживљене родитељске серије Торчвуда, Доктор Ху, извршног продуцента Расела Т. Дејвиса, Марстерс и његов агент ступили су у контакт са Дејвисом око појављивања у овој серији. Дејвис је одбио тај предлог, али је предложио да Марстерс буде део серије Торчвуд. Пошто је Марстерс изразио занимање за Торчвуд, Чибнал и Дејвис су сматрали да би он био савршен за улогу лика временског агента. Чибнал је одмах написао сценарио за епизоду „Кис кис, бенг бенг”, у којој се овај лик први пут појавио. Послао га је Марстерсу „и у суштини је одмах добио сагласност”. Марстерс је прихватио улогу на основу „заиста доброг сценарија” и „заиста забавног лика”, наводећи да га као глумца привлачи „да игра људе који су зли, који не маре и који не осећају никакву кривицу”. У изјави објављеној на веб-страници BBC Online у јулу 2007. Марстерс је истакао да је „заиста” узбуђен због свог лика, за кога је открио да би био „несташан” и „помало психопата”.

### Карактеризација
Лик дели много сличности са Марстерсовим ликом из серија Бафи, убица вампира и Ејнџел, Спајком, при чему је Марстерс коментарисао: „На много начина, ова улога је веома слична Спајку у моје прве три епизоде Бафи“. Сценаристи Торчвуда су замислили Џона као класичног непријатеља за капетана Џека, а Чибнал је коментарисао: „Када видите Џона, видите пут којим је Џек могао да оде, и вероватно јесте, неко време.” Џејмс Марстерс је даље расправљао о начинима на које је Џон двојник или непријатељ капетана Џека: обојица су пансексуални путници кроз време, с’ тим што је кључна разлика што се Џон никада није променио. Лик преувеличава многе Џекове квалитете, на пример показује зоофилску привлачност према нељудским бићима као што су пудлице, поред мушкараца и жена. Џонове и Џекове намерне сличности проширују се на њихову склоност ка ратној одећи:
„Он има јакну из Наполеонових ратова, мач од змијске коже из Кореје због кога је, мислим, морао некога да убије, чизме су му из Италије око 1640. и има футроле за пиштоље са дивљег запада.”— Џејмс Марстерс, интервју за часопис RadioTimes (јануар 2008)
Најављујући Џонову улогу у епизоди „Излазне ране”, Марстерс је навео да је он неко „ко је у невољи, а да то још не зна” и да се „ствари мењају” у погледу његовог лика. Чибнал, Марстерс и продуцент Ричард Стоукс расправљају о улози „Излазних рана” у развоју Џоновог лика и његовом постављању на пут спасења. Марстерс је осећао да је лик на „путовању”, док се Чибнал намерно поигравао питањем: „Можете ли да му верујете или не?” Стоукс је прокоментарисао да тај он „себичан и анархичан” лик виђен у епизоди „Кис кис, бенг бенг” и да су његова „наклоност и љубав према капетану Џеку довољни да га натерају да покуша да уради племениту ствар”. Стивен Џејмс Вокер, писац референтних радова о Доктур Хуу и његовим спинофовима, примећује да због невољности Хартове сарадње са Грејем и његовог кајања због његових поступака ова епизода оставља публику „мало повољнију” према лику. У априлу 2008. Марстерс је најавио да очекује да ће се вратити у Торчвуд у блиској будућности. Касније је изразио жељу да буде део четвртог серијала Торчвуда, након што је откривено да ће се серијал у великој мери снимати у Лос Анђелесу.

## Пријем
Рецензирајући епизоду „Кис кис, бенг бенг” за The Daily Telegraph, Џејмс Волтон је био скептичан у вези са чињеницом да је „део обожавања [капетана Џека] долазио чак од главног негативца” и онога што је он сматрао назнаком да је лик био „убачен у причу на принципу да један гламурозни бисексуалац који путује свемиром није довољан”. Док је Џејн Сајмон из новина Daily Mirror очекивала да ће физички контакт између Марстерса и Бароумана довести до остварења „нечије научно-фантастичне фантазије”, она је сматрала да ће то уништити њену „наду да би други серијал могао послужити мање секса, мање безвезних ванземаљаца и веродостојнију драму”. Међутим, Ден Мартин из The Guardian-а описао је лик као „најбољу ствар у вези са премијерном епизодом” и навео да је „украо сваку сцену у којој је био”. Осећао је да је продукцијска екипа „бесрамно и сјајно... пресадила” лик Спајка у серију. Ричард Едвардс из часописа SFX такође је нарочито похвалио Марстерсово тумачење и, попут Мартина, изјавио је да он „краде шоу”. Бен Росон-Џоунс са веб-сајта Digital Spy је сматрао да је Хартов долазак „самосвесно иконичан” јер доноси „самоуверен став, алузије и сјајну референцу на Ратове звезда”. Сматрао је да је карактеризација лика у целини „опасно близу пародије у неким тренуцима”, али то није умањило чињеницу да је Марстерса било „задовољство гледати, на сличан начин као и у његовој улози у серији Бафи”. Чарли Џејн Андерс је у вези са епизодом прокоментарисала да је „Спајк” прилично сјајан у својој јакни у стилу Адама Анта, са својим паралишућим сјајем за усне и лудим сексуалним наговештајима”. IGN је сматрао да је Џон „веома забаван” и „добар лик за додати у причу”, који је показао тиму „колико су они заправо у хаосу”.
Што се тиче епизоде „Излазне ране”, Андерсова је сматрала да је „пренаглашени” Џон „деловао као да му није баш место у тако озбиљној епизоди”. Насупрот томе, Марк Рајт из новина The Stage је оценио да је лик био „прилично бољи други пут”. Едвардс из SFX-а сматрао је да лик „није тако забаван” као у првој епизоди, али је приметио да његова „херојска страна чини заокруженији лик” и очекивао је његов повратак у будућности. Травис Фикет из IGN-а сматрао је да је Харт „далеко занимљивији противник” од Џековог брата Греја, а када је разоткривен као „црвена харинга”, епизода „губи нешто живота”. Након његовог последњег појављивања, лик је наставио да се помиње у вези са Торчвудом. У јуну 2010. године — након најаве да ће четврти серијал бити снимљен у британско-америчкој копродукцији — Ден Мартин је сматрао да ће Џејмс Марстерс бити „очигледан први избор” у погледу нових чланова глумачке екипе за серијал. У марту 2012. Џон Харт је увршћен на „Списак 100 најсексипилнијих мушких ликова у историји филмске и телевизијске научне фантастике и фантастике”, према избору читалаца часописа SFX; заузео је 82. место.